# Exprés.cat

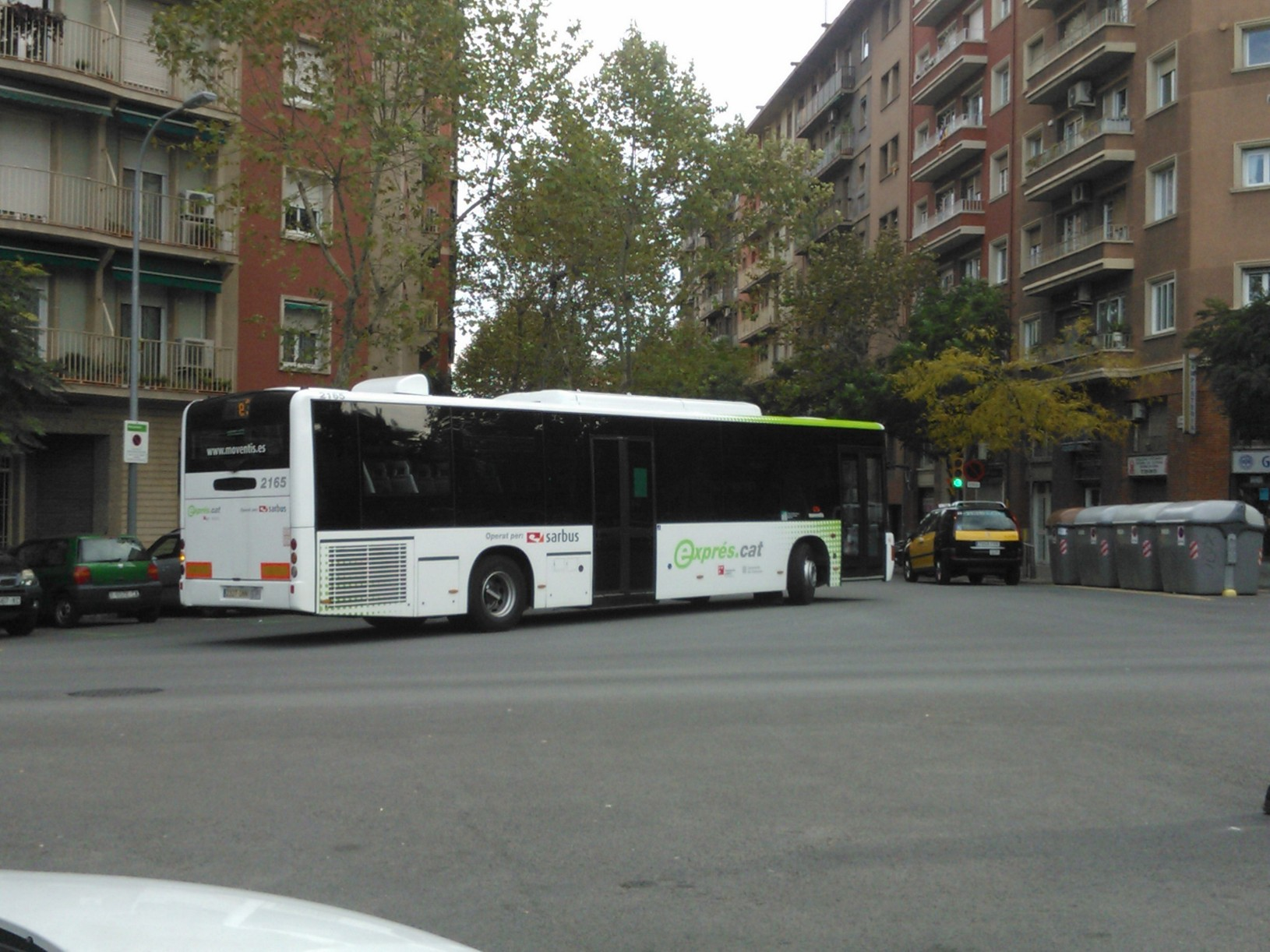
Autobús de la línea E3 en las cercanías de la estación de La Sagrera (calle St. Antoni Am. Claret con calle Espronceda) dirigiéndose al inicio de su recorrido situado en la avenida Meridiana de Barcelona.

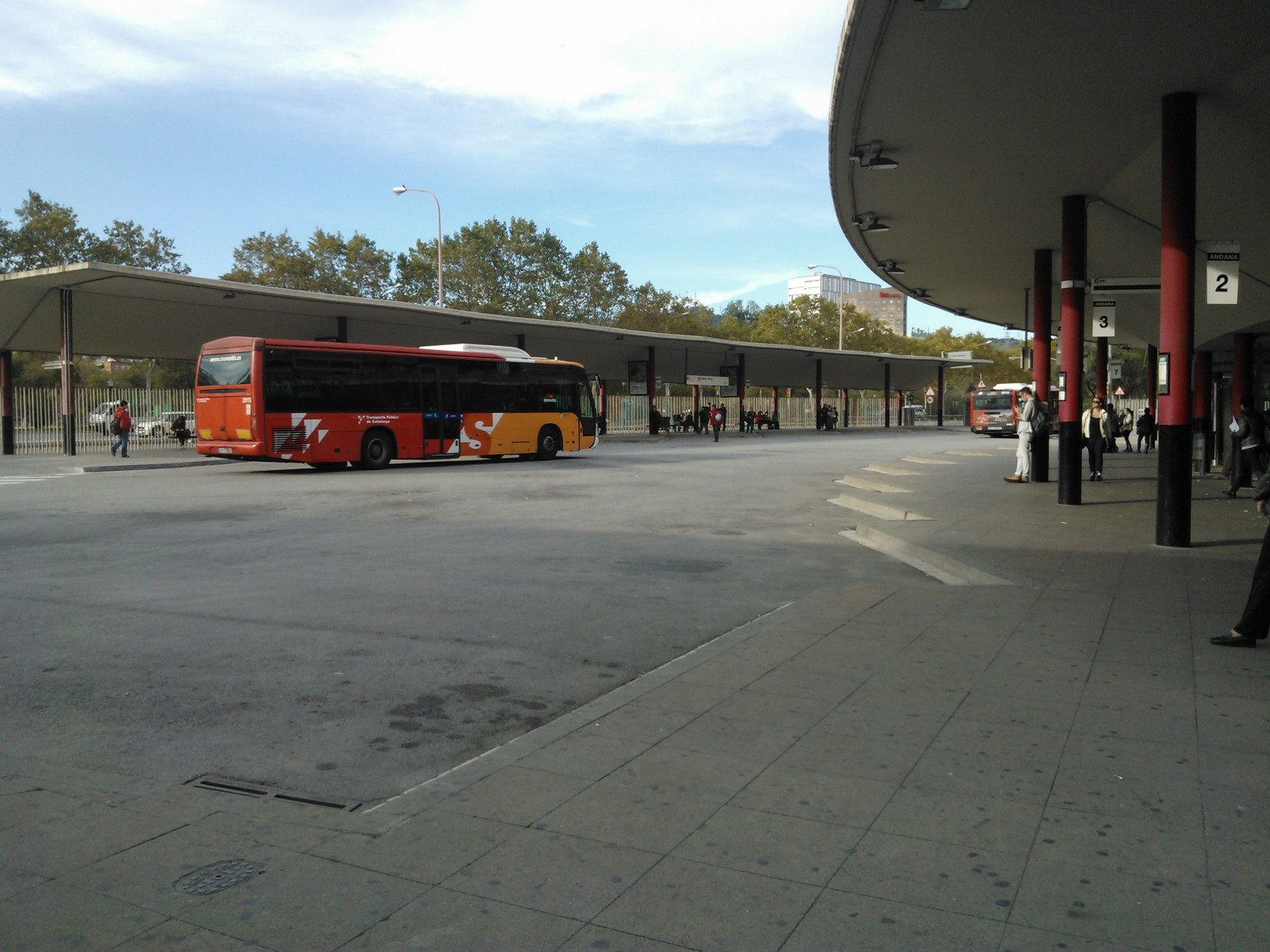
Estación de autobuses de Fabra i Puig donde hacen parada intermedia las líneas E1, E2, E3, E4 y E7. Dispone de 16 dársenas para las paradas de los autobuses.

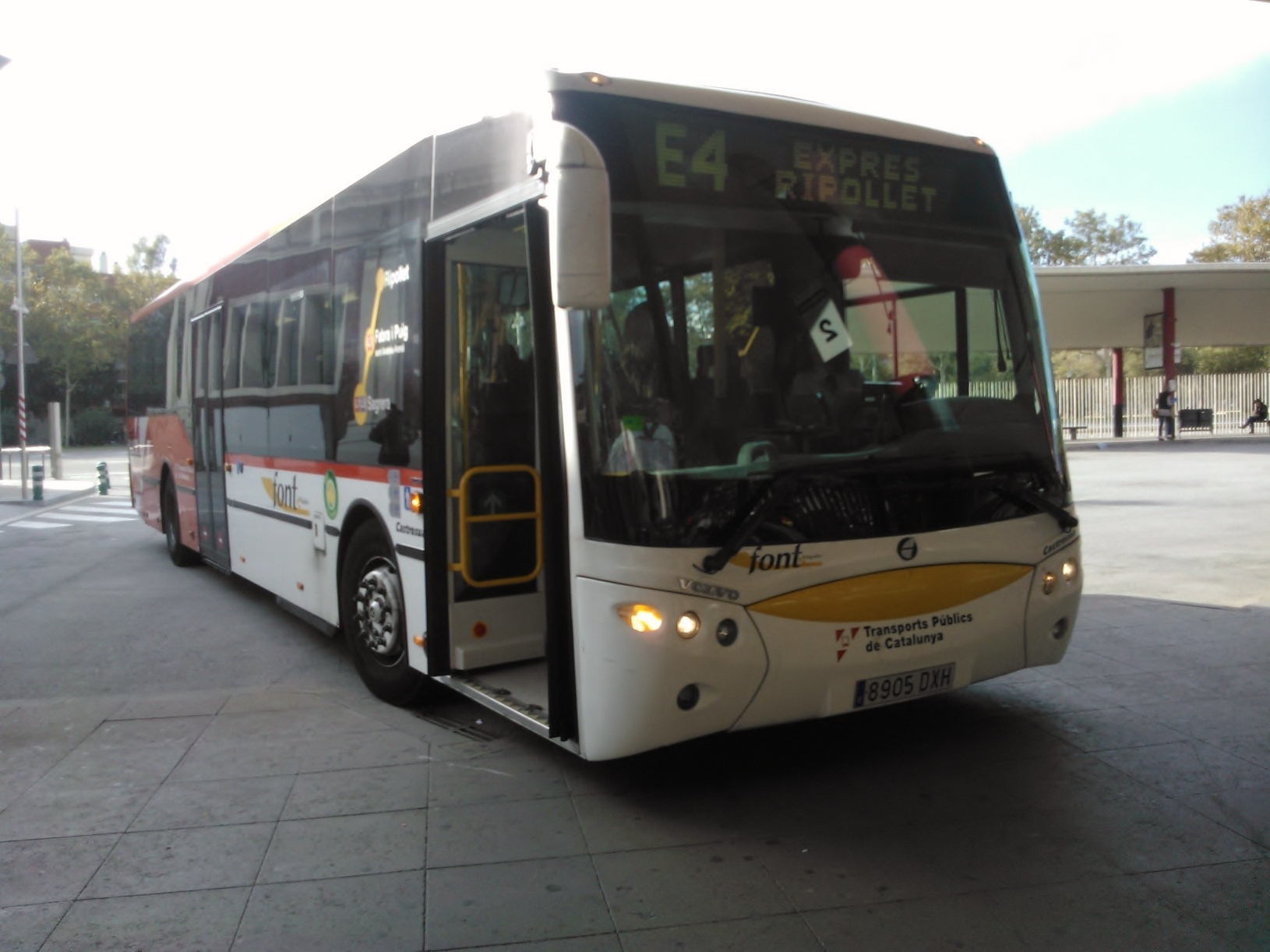
Autobús interurbano de la línea E4 efectuando parada en la estación de autobuses de Fabra i Puig dirección Ripollet.

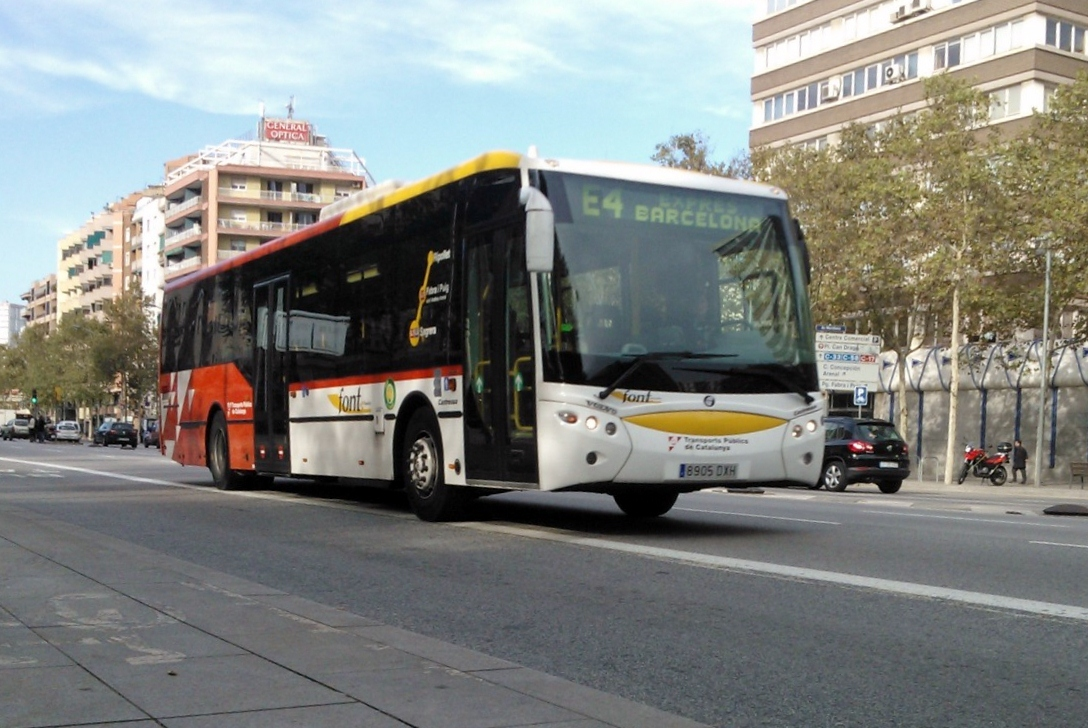
Autobús interurbano de la línea E4 en la avenida Meridiana de Barcelona dirección a la estación de La Sagrera.

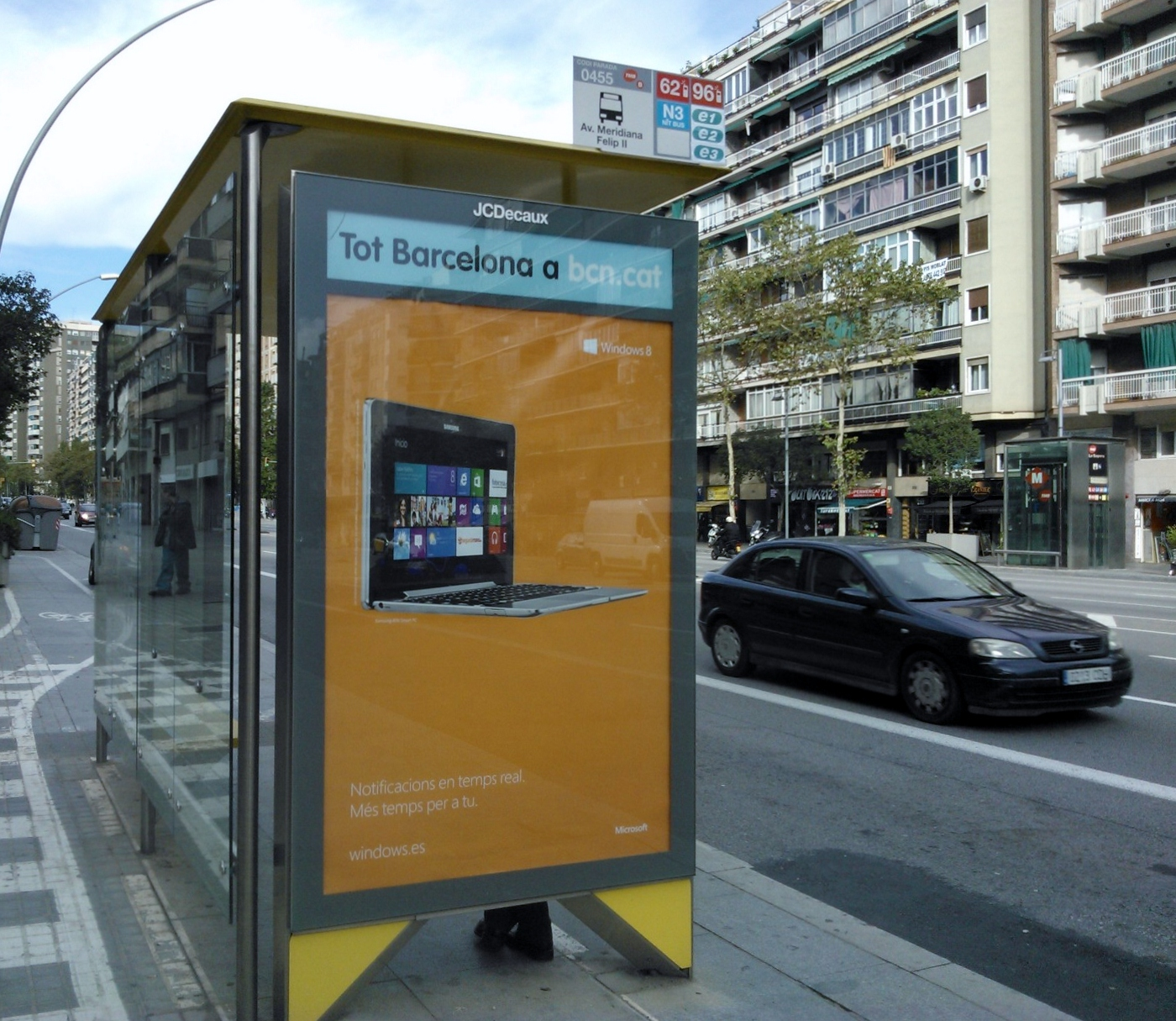
Parada de autobuses en la estación de La Sagrera. Las líneas E1, E2, E3 y E7 finalizan aquí su recorrido en Barcelona.

Exprés.cat es la denominación que recibe la red de líneas de autobús interurbano en Cataluña con mayor demanda de pasajeros. Entró en funcionamiento el 29 de octubre de 2012 con 4 líneas, pero progresivamente se ampliarán el número de líneas hasta un total de 40 repartidas por el Área Metropolitana de Barcelona, Gerona, Tarragona y Lérida.

## Líneas
La red Exprés.cat estará formada por 40 líneas interurbanas que son las que más demanda de pasajeros tienen en Cataluña. Concretamente, estas líneas transportan 21,32 millones de pasajeros, lo que supone el 40% de la demanda total en Cataluña, con una media de ocupación de 30 viajeros/expedición. Actualmente ya hay en funcionamiento 9 líneas, 7 de ellas ubicadas en el Área Metropolitana de Barcelona y 2 en el Área metropolitana de Tarragona. El 1 de julio de 2014 entrará en servicio la primera línea en el Área metropolitana de Gerona. Según fuentes de la Generalidad de Cataluña el año 2015 se estrenaría la línea Barcelona-Mataró en sustitución y mejora de las líneas C1, C2 y C5 de la empresa Casas.

### Líneas en funcionamiento
| Línea | Itinerario                                            | Viajeros (2017) | Área metropolitana |
| ----- | ----------------------------------------------------- | --------------- | ------------------ |
|       | Barcelona ↔ Sabadell ↔ Castellar del Vallés           | 172.185         | Barcelona          |
| e2.1  | Barcelona ↔ C-58 ↔ Tarrasa                            | 88.928          | Barcelona          |
| e2.2  | Barcelona ↔ C-16 ↔ Tarrasa                            | 88.928          | Barcelona          |
| e3    | Barcelona ↔ Sardañola del Vallés ↔ UAB                | 838.774         | Barcelona          |
|       | Barcelona ↔ Ripollet                                  | 728.534         | Barcelona          |
| e5    | Barcelona ↔ Igualada                                  | 872.180         | Barcelona          |
| e6    | Barcelona ↔ Villafranca del Panadés                   | 267.904         | Barcelona          |
| e7    | Barcelona ↔ Llissá de Vall ↔ La Vall del Tenes        | 910.656         | Barcelona          |
| e8    | Barcelona ↔ Corbera de Llobregat                      | 775.098         | Barcelona          |
| e9    | Barcelona ↔ Caldas de Montbuy                         | 1.918.008       | Barcelona          |
| e10   | Barcelona ↔ Senmanat                                  | 501.018         | Barcelona          |
| e11.1 | Barcelona ↔ Mataró (Centro)                           | 1.596.301       | Barcelona          |
| e11.2 | Barcelona ↔ Mataró (Norte)                            | 1.596.301       | Barcelona          |
| e12   | Barcelona ↔ Vich                                      | 541.090         | Barcelona          |
| e13   | Mataró ↔ Granollers ↔ Sabadell                        | 677.085         | Barcelona          |
|       | Barcelona ↔ San Pedro de Ribas                        | 1.949.614       | Barcelona          |
|       | Barcelona (Centro) ↔ Villanueva y Geltrú              | 1.949.614       | Barcelona          |
|       | Barcelona (Diagonal) ↔ Villanueva y Geltrú            | 1.949.614       | Barcelona          |
|       | Barcelona ↔ Sitges                                    | 1.949.614       | Barcelona          |
|       | Barcelona ↔ Vallirana                                 | 1.082.565       | Barcelona          |
| e18   | Barcelona ↔ San Sadurní de Noya                       | 196.170         | Barcelona          |
| e19   | Barcelona ↔ Alella                                    | 176.193         | Barcelona          |
|       | Barcelona ↔ San Vicente dels Horts                    | 228.532         | Barcelona          |
| e21   | Barcelona ↔ Mollet del Vallès                         | 475.574         | Barcelona          |
| e22   | Barcelona ↔ Manresa                                   | -               | Barcelona          |
| e23   | Barcelona ↔ Olesa de Montserrat                       | -               | Barcelona          |
| e1    | Tarragona ↔ Torredembarra ↔ Vendrell                  | 553.185         | Tarragona          |
| e2    | Tarragona ↔ Valls                                     | 99.263          | Tarragona          |
| e3    | Tortosa ↔ Amposta ↔ San Carlos de la Rápita ↔ Alcanar | 316.414         | Tarragona          |
| e4    | Tarragona ↔ Reus                                      | 883.285         | Tarragona          |
| e5    | Reus ↔ Salou                                          | 514.363         | Tarragona          |
| e6    | Tarragona ↔ Vilaseca ↔ Salou                          | 294.290         | Tarragona          |
| e7    | Tarragona ↔ Cambrils                                  | 195.565         | Tarragona          |
| e1    | Lérida ↔ Tárrega ↔ Cervera                            | 219.161         | Lérida             |
| e2    | Lérida ↔ Alfarrás                                     | 292.424         | Lérida             |
| e3    | Lérida ↔ Alcarrás                                     | 34.349          | Lérida             |
| e1    | Gerona ↔ Olot                                         | 105.594         | Gerona             |
| e2    | Gerona ↔ Torroella de Montgrí ↔ Estartit              | 120.915         | Gerona             |
| e3    | Gerona ↔ Palamós ↔ Palafrugell                        | 582.997         | Gerona             |
| e4    | Gerona ↔ Vidreras ↔ Lloret de Mar                     | 224.718         | Gerona             |
| e5    | Gerona ↔ Santa Coloma de Farnés ↔ Arbucias            | 51.923          | Girona             |
| e6    | Figueras ↔ Rosas                                      | -               | Gerona             |

### Líneas futuras
| Línea | Itinerario              | Área metropolitana |
| ----- | ----------------------- | ------------------ |
| e4    | Lérida ↔ Balaguer       | Lérida             |
| e5    | Lérida ↔ Borjas Blancas | Lérida             |
| e6    | Lérida ↔ Alpicat        | Lérida             |
| e7    | Lérida ↔ Almacellas     | Lérida             |
| e7    | Blanes ↔ Lloret de Mar  | Gerona             |